# Alick Buchanan-Smith (homme politique)
Pour les articles homonymes, voir Alick Buchanan-Smith, Buchanan et Smith.
Alick Laidlaw Buchanan-Smith (8 avril 1932 - 29 août 1991) est un homme politique conservateur et unioniste écossais.

## Biographie
Le deuxième fils d'Alick Buchanan-Smith (baron Balerno) et Mary Kathleen Smith, il fait ses études à l'Académie d'Édimbourg, au Glenalmond College, au Pembroke College, à Cambridge et à l'Université d'Édimbourg. Il est nommé dans les Gordon Highlanders et fait son service national à partir de 1951.
Il est candidat parlementaire sans succès pour West Fife en 1959 et siège comme député de North Angus et Mearns de 1964 à 1983 et de Kincardine et Deeside de 1983 jusqu'à sa mort.
Il est sous-secrétaire d'État parlementaire pour l'Écosse de 1970 à 1974, ministre d'État à l'agriculture, à la pêche et à l'alimentation de 1979 à 1983, et ministre d'État à l'Énergie de 1983 à 1987. Il est nommé conseiller privé en 1981.
Après la défaite des conservateurs aux élections générales de février 1974, il devient Secrétaire d'État pour l'Écosse du cabinet fantôme sous Edward Heath . Quand Margaret Thatcher succède à Heath en tant que chef conservateur, le Glasgow Herald rapporte des spéculations selon lesquelles Buchanan-Smith faisait partie d'un groupe de «hauts conservateurs» qui pourraient refuser de servir sous elle. En fin de compte, il reste en poste sous Thatcher, mais démissionne en 1976, avec son ministre junior de l'ombre Malcolm Rifkind, lorsqu'elle change la politique du Parti conservateur pour s'opposer à la décentralisation écossaise.
Lors de l'élection à la direction du Parti conservateur en 1989, il aurait été l'un des 33 députés conservateurs à voter pour Anthony Meyer, le challenger de Margaret Thatcher. Déjà en mauvaise santé, il vote par procuration .
Il est enterré sous un mémorial très modeste dans le coin nord-est du cimetière Currie, à côté de ses parents et de son frère aîné, le révérend George Adam Buchanan-Smith (1929-1983).